# 1052. grenadirski polk (Wehrmacht)
1052. grenadirski polk (izvirno nemško 1052. Grenadier-Regiment; kratica 1052. GR) je bil pehotni polk Heera v času druge svetovne vojne.

## Zgodovina
Polk je bil ustanovljen 10. februarja 1944 kot del 84. pehotne divizije.